# Антим VII Константинополски
Антим VII Константинополски (на гръцки: Άνθιμος Ζ΄, Антимос) е православен духовник, вселенски патриарх в Цариград от 1895 до 1897 година.

## Биография

### Ранни години
Роден е в 1828 или в 1832 година в теспротийското село Плесивица със светското име Ангелос Цацос (Άγγελος Τσάτσος) в заможното търговско семейство на Христодулос и Елени от Янина. Ангелос учи в училището Зосимеа и помага на баща си търговията. Ръкоположен е за дякон от митрополит Партений Янински. В 1856 година дякон Антим влиза в Халкинската семинария, която завършва в 1861 година. Слуша лекции и в Атинския университет.
В 1861 година се връща в Янина, където работи като проповедник в Янинската митрополия. Изучава Ренан и след като пише труда „За божествеността на Иисус Христос“ върху него, е назначен за учител в училището Зосимеа, както и в централното девическо училище в града.

### Епископство
На 14 юни 1869 година е избрани от Светия синод на Вселенската патриаршия за парамитийски епископ. Ръкоположен е за презвитер и на 13 юли 1869 година е ръкоположен в Янина за парамитийски епископ.
На 11 октомври 1877 година е избран за еноски митрополит. Два пъти са повдигани срещу него обвинения в Патраршията, като и двата пъти е оправдан. При патриарх Йоаким IV Константинополски (1884 - 1886) е поканен за член на Светия синод, като остава такъв и при патриарх Дионисий V Константинополски (1887 – 1891). При управлението му към епархията са присъединени Дедеагач, Фере и други селища.
На 15 октомври 1888 година е избран за анхиалски митрополит в България, но не приема избора и на 17 ноември 1888 година подава оставка. Установява се с титлата бивш Анхиалски в Янина. Публикува двутомник с проповеди „Наставник на благочестието“.
На 15 юли 1893 година е избран за корчански митрополит. На 21 юли 1894 година е избран за лероски митрополит.

### Патриаршество

#### Избор
След оставката на Неофит VIII Константинополски под натиска на йоакимистите на 25 октомври 1894 година, на 26 октомври Светият синод избира за наместник на престола йоакимиста Натанаил Бурсенски. На първото заседание на избирателната колегия в неделя на 15 януари 1895 година е съставен списък от 28 имена и е представен на Портата. От списъка са извадени седем лица - Йоан Кесарийски, Герман Ираклийски, Калиник Деркоски, Кирил Одрински, Григорий Янински, Василий Смирненски и Лука Еноски. На второто заседание на колегията присъстват 85 членове, от които 15 митрополити и 70 лаици. В триделно гласуване при йоакимистко мнозинство резултатът е Йоаким бивш Константинополски (67), Антим Лероски и Калимноски (62) и йоакимистът Григорий Дринополски (59). При третия кръг е избран Антим с 9 гласа срещу Йоаким с 6. След избора в храма и в града се случват различни изстъпления.
За велик протосингел Антим назначава временно-изпълняващия длъжността Василий. През октомври 1895 година Парамитийската и Филятеската епископия и Веленската и Коницката епископия стават митрополии.
При управлението му, с дарение на Павел Стефанович, е построена новата сграда на Халкинската семинария, след земетресението от 1894 година.

#### Окръжно послание от 1895 г.
През август 1895 година издава Окръжно послание, публикувано в „Еклисиастики Алития“ на 2 септември, по повод прозелитическата енциклика на папа Лъв XIII към православните народи „Praeclara Gratulationis“ от 20 юни 1894 година. Посланието е съставено от Герман Каравангелис с участието на митрополитите Филотей Никомидийски, Василий Смирненски и Стефан Филаделфийски и е преведено на руски, френски, английски, немски.
Посланието на патриарх Антим VII и на Синода потвърждава основните тезиси на Окръжното послание от 1848 года на патриарх Антим VI, като се занимава с прозелитизма и униатството, filioque и догмата за непогрешимостта на римския епископ.
Патриархът заявява, че стремежът към обединение на църквите е похвална цел: „всеки християнин трябва да е изпълнен с желание за обединение на църквите“, но „папската църква, напълно оставяйки пътя на убеждението и обсъждането, започна за всеобщо изумление и недоумение да смущава съвестта на по-простите православни християни с посредничеството на лукави дейци, преобразени в апостоли Христови (2 Кор. 11, 13), изпраща на Изток, свои духовни лица, носещи дрехи на православни свещенослужители...“
Централният аргумент срещу filioque е относителната новост на добавката:
| „ | ако на основание на учението на божествените отци и богосъбраните Вселенски събори, западняците ни докажат, че до IX век Римската църква - тогава още православна - е чела Символа на вярата с прибавката, или е употребявал обливане вместо потопяване, е учила за непорочното зачатие на Приснодевата, за светската власт, непогрешимостта и върховенството на римския епископ - ние няма да имаме какво да кажем... Единната света съборна и апостолска Църква на седемте Вселенски събора вярваше и признаваше за догмат съгласно със словата на Евангелието, че Светия дух изхожда от Отца. Но на Запад от IX век започва постепенно да се изкривява свещения Символ на вярата, съставен и утвърден от Вселенските събори, и самоволно започва да се разпространява учението, че Светият дух изхожда и от Сина. Без съмнения, папа Лъв ХIII добре знае, че православният му предшественик и съименник защитник на истинната вяра, Лъв III, на събора от 809 година отхвърля и осъжда тази незаконна и противна на Евангелито прибавка „и от Сина“. | “ |

По отношение на непогрешимостта посланието гласи:
| „ | ... Оставяйки без внимание тези образували се на Запад важни и съществени по отношение на вярата различия между двете църкви, Негово Блаженство поставя в своята енциклика като най-важна и сякаш единствена причина за разделението въпросът за върховенството на епископа на Рим, при това ни изпраща да проучваме източници как са мислили нашите предци и какво са ни завещали първите времена на християнството. Но, обръщайки се към отците на Църквата и Вселенските събори от първите девет века, ще напълно да се уверим, че в епископа на Рим никога не са гледали като на висша власт и непогрешим глава, и че всеки епископ е глава и предстоятел на своята частна църква, подчиняващ се само на съборните определения и на решенията на Вселенската църква, като единствено непогрешими, и както показва църковната история, епископът на Рим не е правил изключение от това правило... папската църква, въпреки че вече признава изкривяването и фалшифицирането на тези постановления, на които се основават неограничените ѝ претенции, не само, че продължава да отказва да се върне към каноните и определенията на Вселенските събори, но и в края вече на XIX век, продължавайки да разширява съществуващата пропаст на разделението на бездната, открито провъзгласи, за изненада на целия християнски свят, непогрешимостта на римския епископ. Православната източна и католическа Христова църква, освен неизказано въплътилия се Син и Слово Божие, не познава другиго, който да е бил на земята непогрешим. Самият апостол Петър, за чийто приемник се смята папата, три пъти се отрича от Господ; той е бил изобличаван от апостол Павел като неправилно постъпил по отношение на Евангелската Истина (Гал. 2:11). | “ |

Патриарх Антим VII подава оставка на 29 януари 1897 година и живее в Шишли, където умира на 5 декември 1913 година.